# La Murette
La Murette est une commune française située dans le département de l'Isère, en région Auvergne-Rhône-Alpes.
Historiquement, la commune est rattachée à l'ancienne province du Dauphiné mais aussi au comté de Sermorens, domaine situé au débouché de la cluse de l'Isère, au pied du massif de la Chartreuse et à l'extrémité du diocèse de Vienne. La commune est adhérente à la Communauté du Pays Voironnais depuis la création de cette collectivité en 2000.
Ses habitants sont dénommés les Muretins.

## Géographie

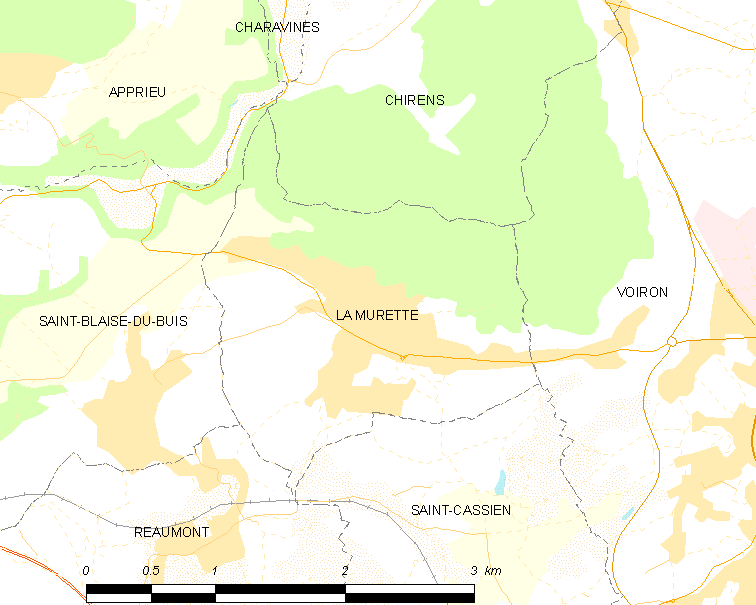
Plan de La Murette et des communes limitrophes.

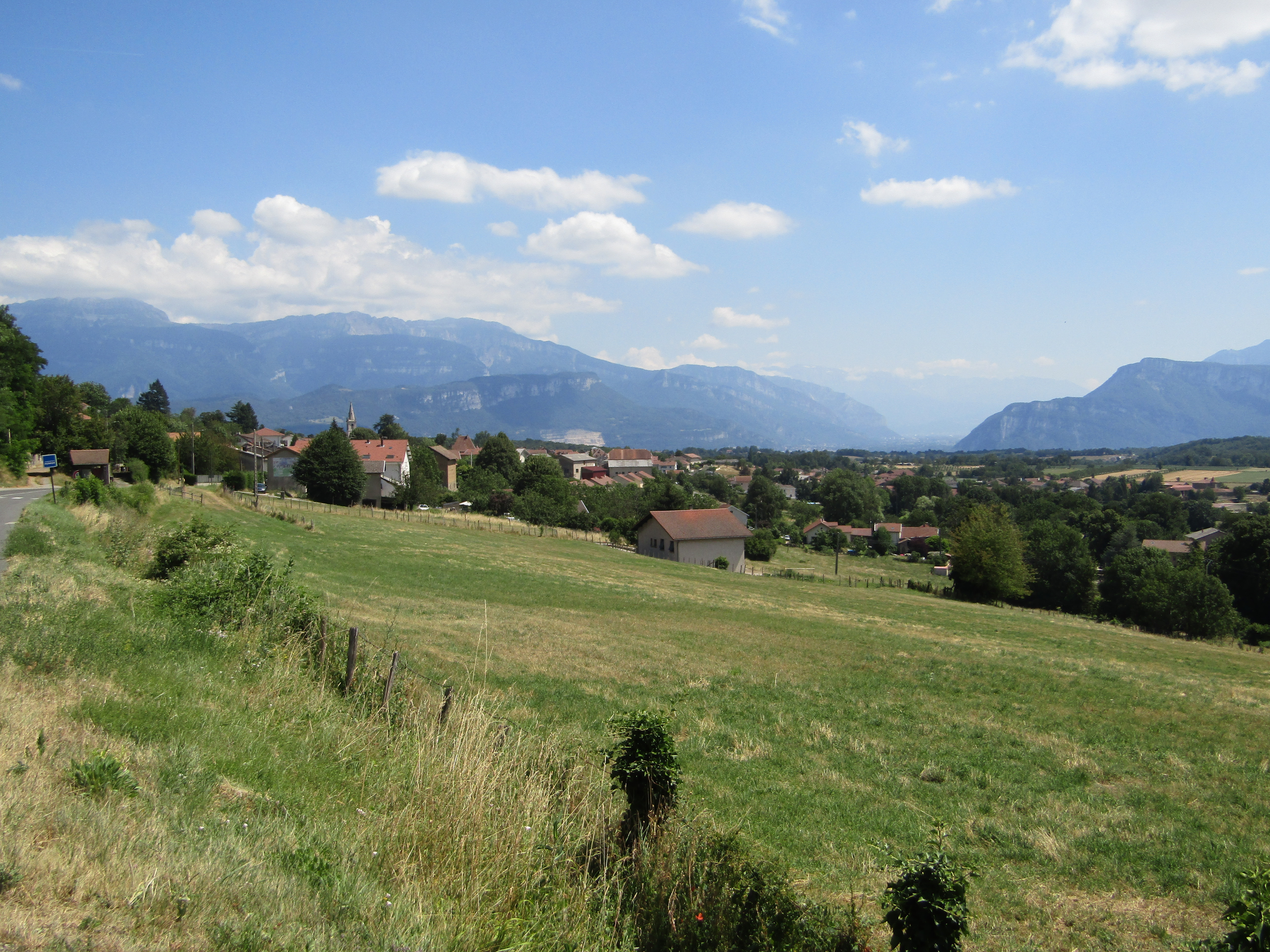
La cluse de Voreppe depuis le village de La Murette.

### Situation et description
La Murette est située dans la région Auvergne-Rhône-Alpes, approximativement au centre du  département de l'Isère. La commune est membre de la communauté d'agglomération du Pays voironnais qui regroupe trente-quatre communes.

### Géologie et relief
Le village de La Murette est situé sur la bordure nord-ouest de la dépression de Voiron, au pied de la montagne du Grand Regardou. Celle-ci est la plus occidentale des petites montagnes, formées de dépôts marins miocènes de sables molassiques qui entourent la cuvette de Voiron du côté septentrional.
Les pentes cultivées en contrebas du village sont constituées par un escalier de zones presque plates et légèrement inclinées. Celles-ci correspondent aux banquettes de retrait étagées qui se sont constituées au début de l'épisode de recul des glaciers Ces pentes douces se terminent par un abrupt dominant la vallée morte de Réaumont.
La « vallée morte de Réaumont », marquée par l'écoulement des eaux de fonte du glacier de l'Isère, est un site géologique remarquable de 44,33 hectares sur les communes de Saint-Cassien, La Murette et Réaumont. En 2014, ce site d'intérêt géomorphologique est classé « deux étoiles » à l'« Inventaire du patrimoine géologique ».

### Hydrographie
Le territoire de la commune ne présente pas de cours d'eau notable, hormis quelques ruisseaux de faibles débits s'écoulant depuis le plateau situé au nord.

### Climat
Pour des articles plus généraux, voir Climat d'Auvergne-Rhône-Alpes et Climat de l'Isère.
En 2010, le climat de la commune est de type climat des marges montargnardes, selon une étude du Centre national de la recherche scientifique s'appuyant sur une série de données couvrant la période 1971-2000. En 2020, Météo-France publie une typologie des climats de la France métropolitaine dans laquelle la commune est exposée à un climat de montagne ou de marges de montagne et est dans la région climatique  Alpes du nord, caractérisée par une pluviométrie annuelle de 1 200 à 1 500 mm, irrégulièrement répartie en été. 
Pour la période 1971-2000, la température annuelle moyenne est de 10,7 °C, avec une amplitude thermique annuelle de 17,7 °C. Le cumul annuel moyen de précipitations est de 1 346 mm, avec 9,7 jours de précipitations en janvier et 7,4 jours en juillet. Pour la période 1991-2020, la température moyenne annuelle observée sur la station météorologique de Météo-France la plus proche, « Coublevie », sur la commune de Coublevie à 7 km à vol d'oiseau, est de 13,0 °C et le cumul annuel moyen de précipitations est de 1 121,0 mm,. Pour l'avenir, les paramètres climatiques de la commune estimés pour 2050 selon différents scénarios d'émission de gaz à effet de serre sont consultables sur un site dédié publié par Météo-France en novembre 2022.

### Voies de communication et transports

#### Routes principales
La rocade de Voiron (RD 1076) passe à proximité du territoire communal.
Selon la carte IGN, consultable sur le site géoportail, le territoire communal est également traversé un important axe routier au niveau départemental  : la RD520 qui correspond à l'ancien tracé de la RN520 qui autrefois reliait la ville de Bourgoin-Jallieu par Les Éparres à la commune des Échelles en Savoie, après avoir traversé l'agglomération voironnaise. Cette route a été déclassée en route départementale lors de la réforme de 1972.

## Urbanisme

### Typologie
Au 1er janvier 2024, La Murette est catégorisée ceinture urbaine, selon la nouvelle grille communale de densité à sept niveaux définie par l'Insee en 2022.
Elle appartient à l'unité urbaine de Voiron, une agglomération intra-départementale regroupant 15  communes, dont elle est une commune de la banlieue,,. Par ailleurs la commune fait partie de l'aire d'attraction de Grenoble, dont elle est une commune de la couronne,. Cette aire, qui regroupe 204 communes, est catégorisée dans les aires de 700 000 habitants ou plus (hors Paris),.

### Occupation des sols
L'occupation des sols de la commune, telle qu'elle ressort de la base de données européenne d’occupation biophysique des sols Corine Land Cover (CLC), est marquée par l'importance des territoires agricoles (40,1 % en 2018), en diminution par rapport à 1990 (44,7 %). La répartition détaillée en 2018 est la suivante : 
forêts (31,6 %), zones urbanisées (28,3 %), zones agricoles hétérogènes (20,8 %), prairies (16,4 %), terres arables (2,9 %). L'évolution de l’occupation des sols de la commune et de ses infrastructures peut être observée sur les différentes représentations cartographiques du territoire : la carte de Cassini (XVIIIe siècle), la carte d'état-major (1820-1866) et les cartes ou photos aériennes de l'IGN pour la période actuelle (1950 à aujourd'hui).

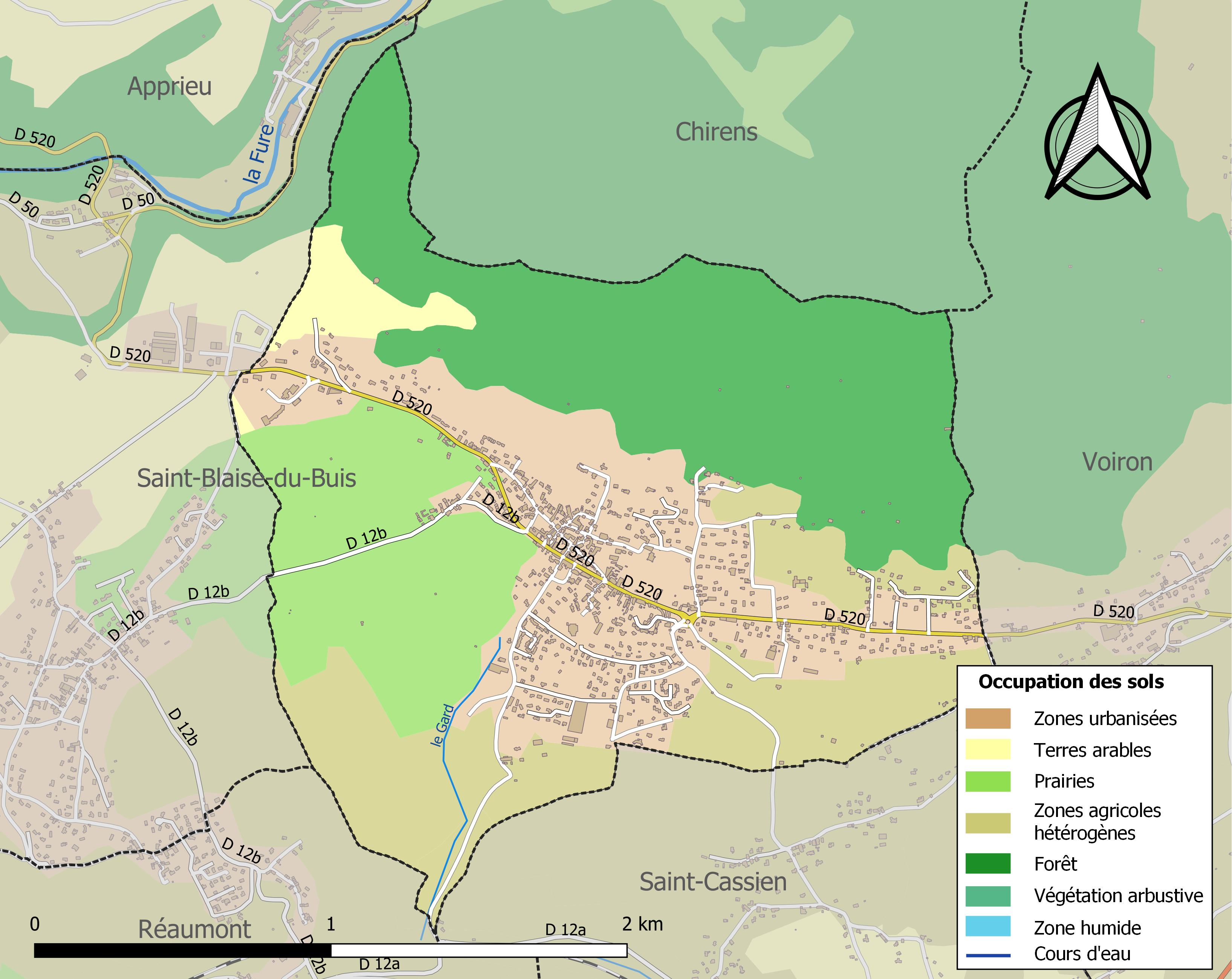
Carte des infrastructures et de l'occupation des sols de la commune en 2018 (CLC).

### Hameaux, Lieux-dits et écarts
Voici, ci-dessous, la liste la plus complète possible des divers hameaux, quartiers et lieux-dits résidentiels urbains comme ruraux qui composent le territoire de la commune de La Murette, présentés selon les références toponymiques fournies par le site géoportail de l'Institut géographique national.
| - la Grange des Voleurs - le trou de la couleuvre (scialet) - le Pavé - le Planta - le Ratour - la Couratière | - le Château - le Cellier - le Paysan - le Petit Bois - le Clapier - l'Asile | - Champbine - Champonne - la Rondière - le Boulord - les Sorbières - le Pin |

### Risques naturels et technologiques

#### Risques sismiques
L'ensemble du territoire de la commune de la Murette est situé en zone de sismicité n°3 (sur une échelle de 1 à 5), comme la plupart des communes située à l'ouest de son territoire, mais non loin de la zone n°4, située plus à l'est.
| Type de zone | Niveau            | Définitions (bâtiment à risque normal) |
| ------------ | ----------------- | -------------------------------------- |
| Zone 3       | Sismicité modérée | accélération = 1,1 m/s2                |

## Toponymie
Selon André Planck, auteur du livre L'origine du nom des communes du département de l'Isère, le nom de La Murette pourrait dériver de la racine indo-européenne « mur » qui désigne un village au pied d'une butte, d'une colline ou d'une montagne.

## Histoire

### Préhistoire et Antiquité
Au début de l'Antiquité, le territoire des Allobroges s'étendait sur la plus grande partie des pays qui seront nommés plus tard la Sapaudia (ce « pays des sapins » deviendra la Savoie) et la partie septentrionale de l'Isère dénommé Bas-Dauphiné.
Les Allobroges, comme bien d'autres peuples gaulois, sont une « confédération ». En fait, les Romains donnèrent, par commodité le nom d'Allobroges à l'ensemble des peuples gaulois vivant dans la civitate (cité) de Vienne, à l'ouest et au sud de la Sapaudia.

### Moyen Âge  et Temps Modernes
La Murette, village limitrophe de Voiron, appartenait au comté de Sermorens, créé probablement au IXe siècle, a joui d'une certaine autonomie politique. Sermorens est, en l'an 800, cité comme archidiaconé, et vers 850, en tant que « pagus » correspondant à ce qui deviendra ensuite un comté. Ce fief est administré à partir de la « villa » carolingienne « villa salmoringa » ou en 858 se tient l'assemblée des Trois Provinces, nom d'un faubourg actuel de Voiron.
En 1355 le traité de Paris est signé par le roi de France Jean II qui venait d'hériter du Dauphiné quelques années auparavant. Le comte de Savoie Amédée VI décide alors de fixer définitivement au Rhône et au Guiers les limites entre le Dauphiné et le comté de Savoie. Le Voironnais devient alors dauphinois. La région était encore assez enclavée à cette époque faute de grandes voies de communication.
La famille de Vachon sera le propriétaire du château de La Murette et de son domaine de 1661 jusqu’au début de la Révolution française. Le dernier membre de la famille Louis François de Vachon ayant émigré, le château sera vendu comme bien national en 1794.

## Politique et administration

### Liste des maires
| Période                                  | Période  | Identité            | Étiquette | Qualité       |
| ---------------------------------------- | -------- | ------------------- | --------- | ------------- |
| 1971                                     | 1995     | René Blanchet       |           |               |
| 1995                                     | 2014     | Raymond Grillon     | PS        |               |
| 2014                                     | 2020     | Bernadette Bourgeat | DVD       | Fonctionnaire |
| 2014                                     | En cours | Carole Serayet      |           |               |
| Les données manquantes sont à compléter. |          |                     |           |               |

### Jumelages
La Murette est jumelée avec :
- Overton-on-Dee  (Royaume-Uni) depuis 1994[23],[24]

## Population et société

### Démographie
L'évolution du nombre d'habitants est connue à travers les recensements de la population effectués dans la commune depuis 1793. Pour les communes de moins de 10 000 habitants, une enquête de recensement portant sur toute la population est réalisée tous les cinq ans, les populations de référence des années intermédiaires étant quant à elles estimées par interpolation ou extrapolation. Pour la commune, le premier recensement exhaustif entrant dans le cadre du nouveau dispositif a été réalisé en 2008.

En 2022, la commune comptait 1 838 habitants, en évolution de −3,62 % par rapport à 2016 (Isère : +3,07 %, France hors Mayotte : +2,11 %).
| 1793 | 1800 | 1806 | 1821 | 1831 | 1836 | 1841 | 1846  | 1851  |
| ---- | ---- | ---- | ---- | ---- | ---- | ---- | ----- | ----- |
| 689  | 777  | 949  | 877  | 927  | 936  | 969  | 1 006 | 1 028 |

| 1856  | 1861  | 1866  | 1872  | 1876  | 1881  | 1886  | 1891  | 1896 |
| ----- | ----- | ----- | ----- | ----- | ----- | ----- | ----- | ---- |
| 1 057 | 1 105 | 1 077 | 1 058 | 1 065 | 1 073 | 1 035 | 1 003 | 921  |

| 1901 | 1906 | 1911 | 1921 | 1926 | 1931 | 1936 | 1946 | 1954 |
| ---- | ---- | ---- | ---- | ---- | ---- | ---- | ---- | ---- |
| 892  | 892  | 824  | 675  | 643  | 630  | 591  | 563  | 675  |

| 1962 | 1968 | 1975 | 1982  | 1990  | 1999  | 2006  | 2008  | 2013  |
| ---- | ---- | ---- | ----- | ----- | ----- | ----- | ----- | ----- |
| 679  | 759  | 832  | 1 033 | 1 322 | 1 617 | 1 731 | 1 765 | 1 843 |

| 2018  | 2022  | - | - | - | - | - | - | - |
| ----- | ----- | - | - | - | - | - | - | - |
| 1 860 | 1 838 | - | - | - | - | - | - | - |

### Enseignement
La commune, située dans l'académie de Grenoble, compte une école maternelle et élémentaire, située dans bourg central.

### Environnement
Dans le cadre du programme « abeilles connectées » reposant sur le déploiement du réseau de vigilance de la santé de l'abeille et de surveillance de l'environnement, la Murette accueille la section locale de l'association  Maksika (Réseau solidaire associatif de protection des abeilles, des hommes et des territoires).
Soutenue par une entreprise de la Murette et le CEEA de Grenoble, la commune est sous haute surveillance environnementale.

### Cultes
La communauté catholique et l'église de La Murette (propriété de la commune) sont desservis par la paroisse Notre-Dame de la Vouise qui gère le service de vingt-deux églises et d'un monastère. Cette paroisse dépend elle-même du diocèse de Grenoble-Vienne.

### Médias
Le quotidien régional Le Dauphiné libéré, dans son édition locale Isère Nord, ainsi que l’hebdomadaire Les Affiches de Grenoble et du Dauphiné, relatent les informations locales liées à la commune et à la communauté de communes dont Colombe est le siège.
La commune est située sur l'aire de diffusion de radio Ici Isère, une radio publique qui émet sur tout le territoire du département de l'Isère.

## Culture et patrimoine

### Lieux et monuments

#### Le château de La Murette
Le château de La Murette également dénommé Maison Vachon, ou château des Champs est une ancienne maison forte, située à la sortie du village qui domine la route de la Sure en direction de Voiron. L'édifice date XIVe siècle et fait l'objet d'une inscription partielle au titre des monuments historiques par arrêté du  25 mars 1982. Rénovée et reconstruite aux XVIe et XVIIe siècles. Le château, propriété privée, est fermé au public.

#### Les autres monuments
- Église Saint-Martin de La Murette.
- La maison de Francoz, peut-être du XVe siècle[32]
- La maison de l'asile, du XVIIe siècle[32]
- Plusieurs maisons anciennes, qui présentent des fênetres en meneaux et croisillon, sont situées dans le village[32].

Quelques photos de la façade de la commune de La Murette
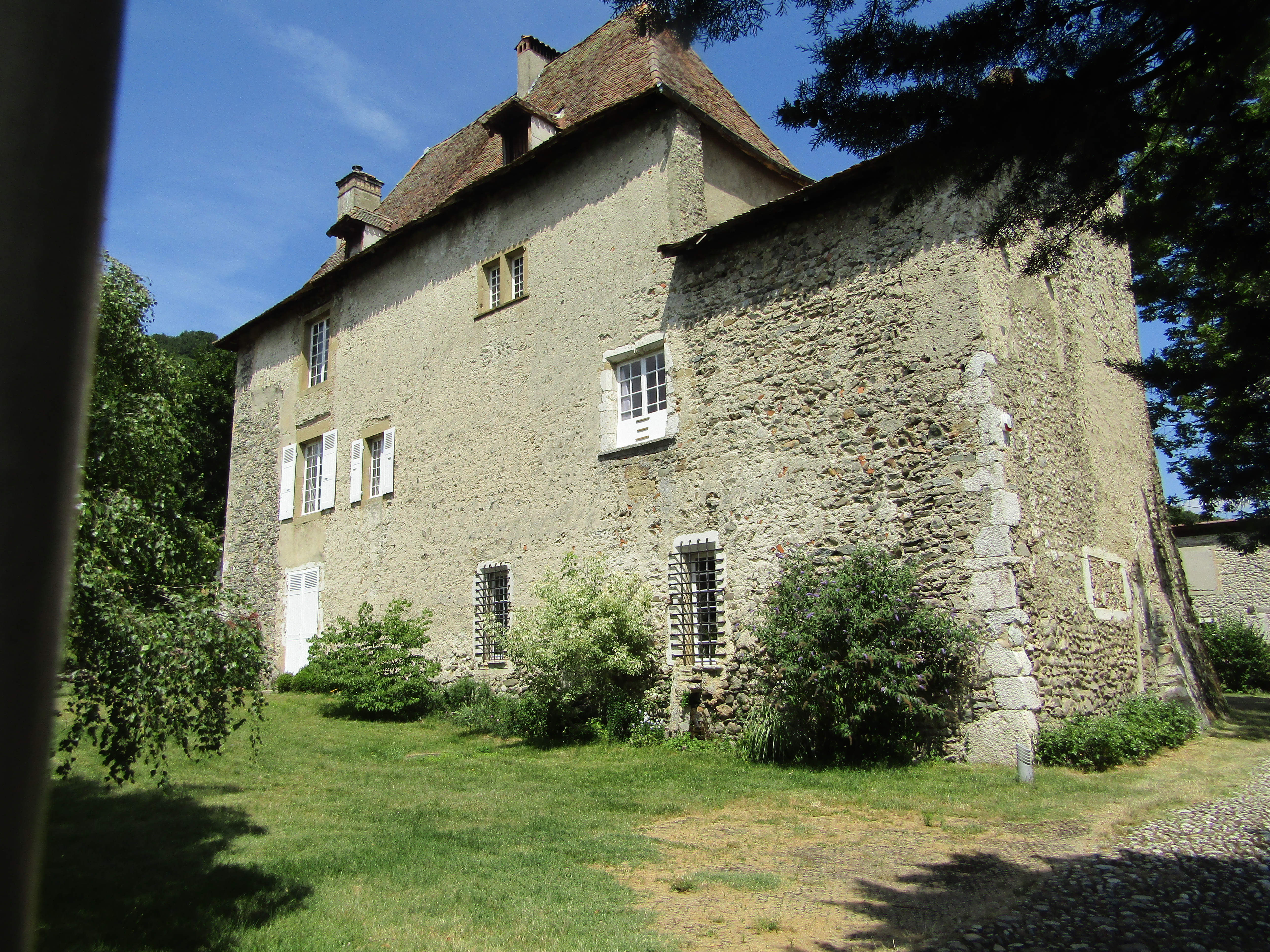
Château de La Murette
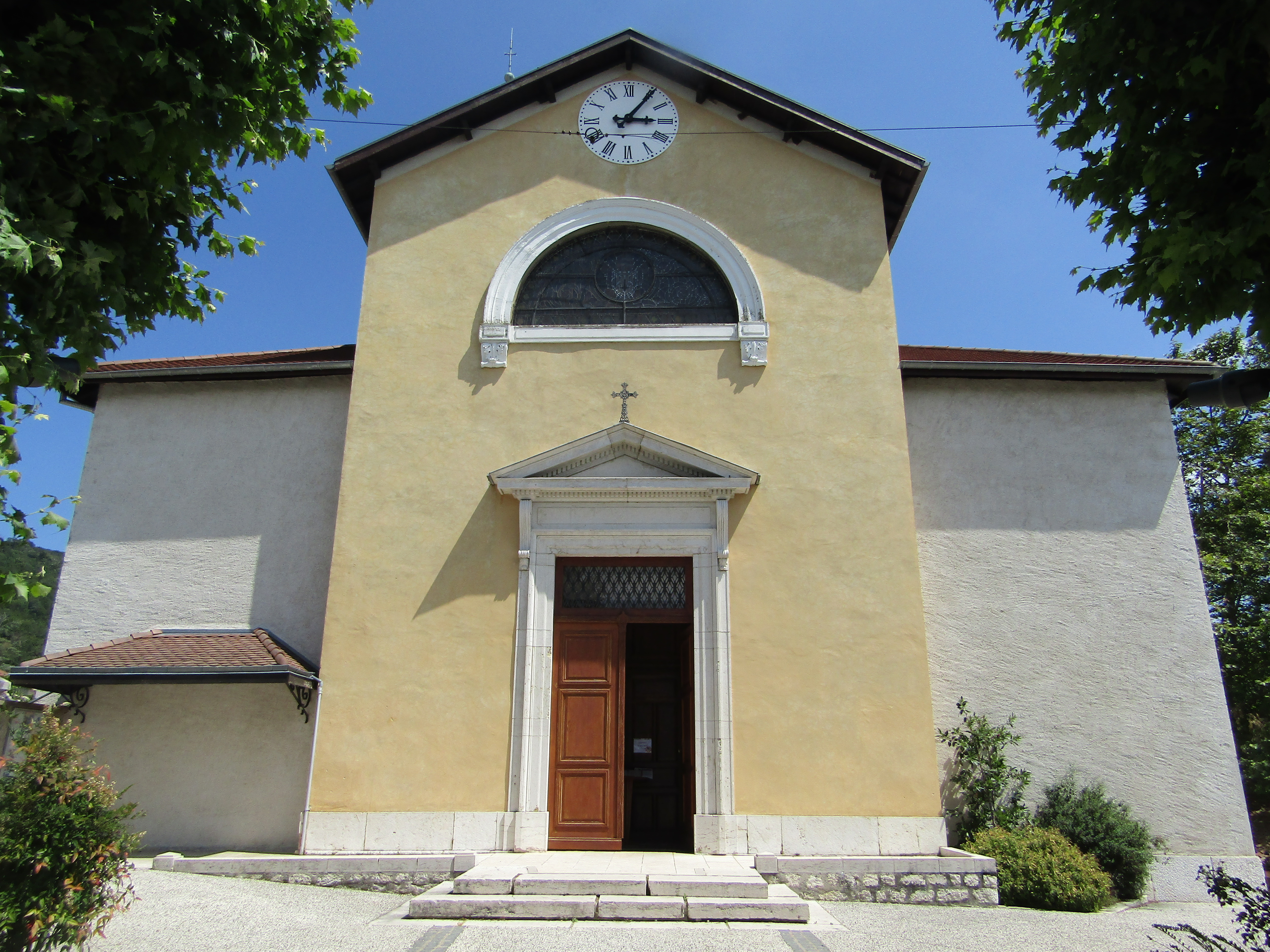
Porche de l'église
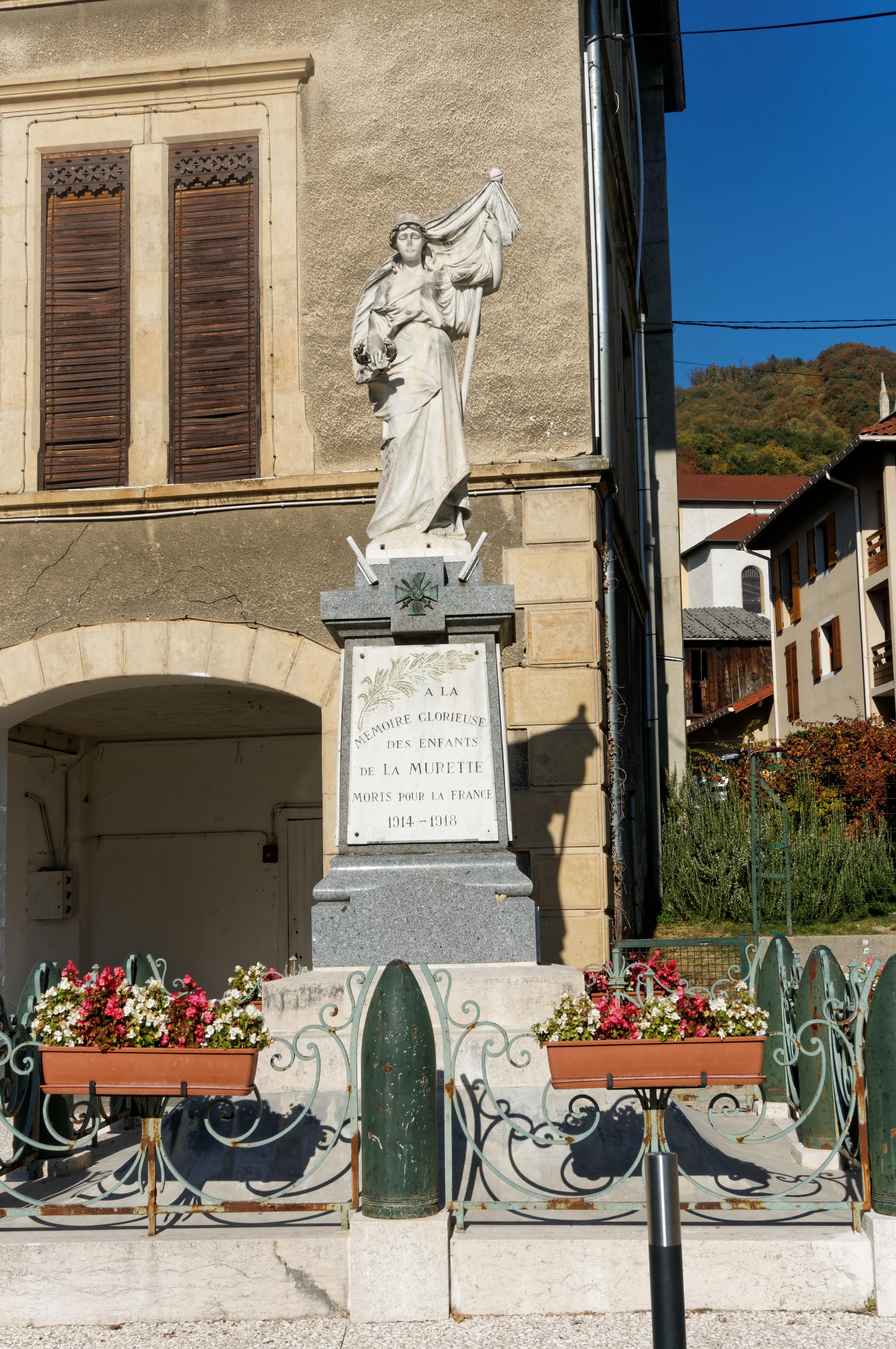
Monument aux morts
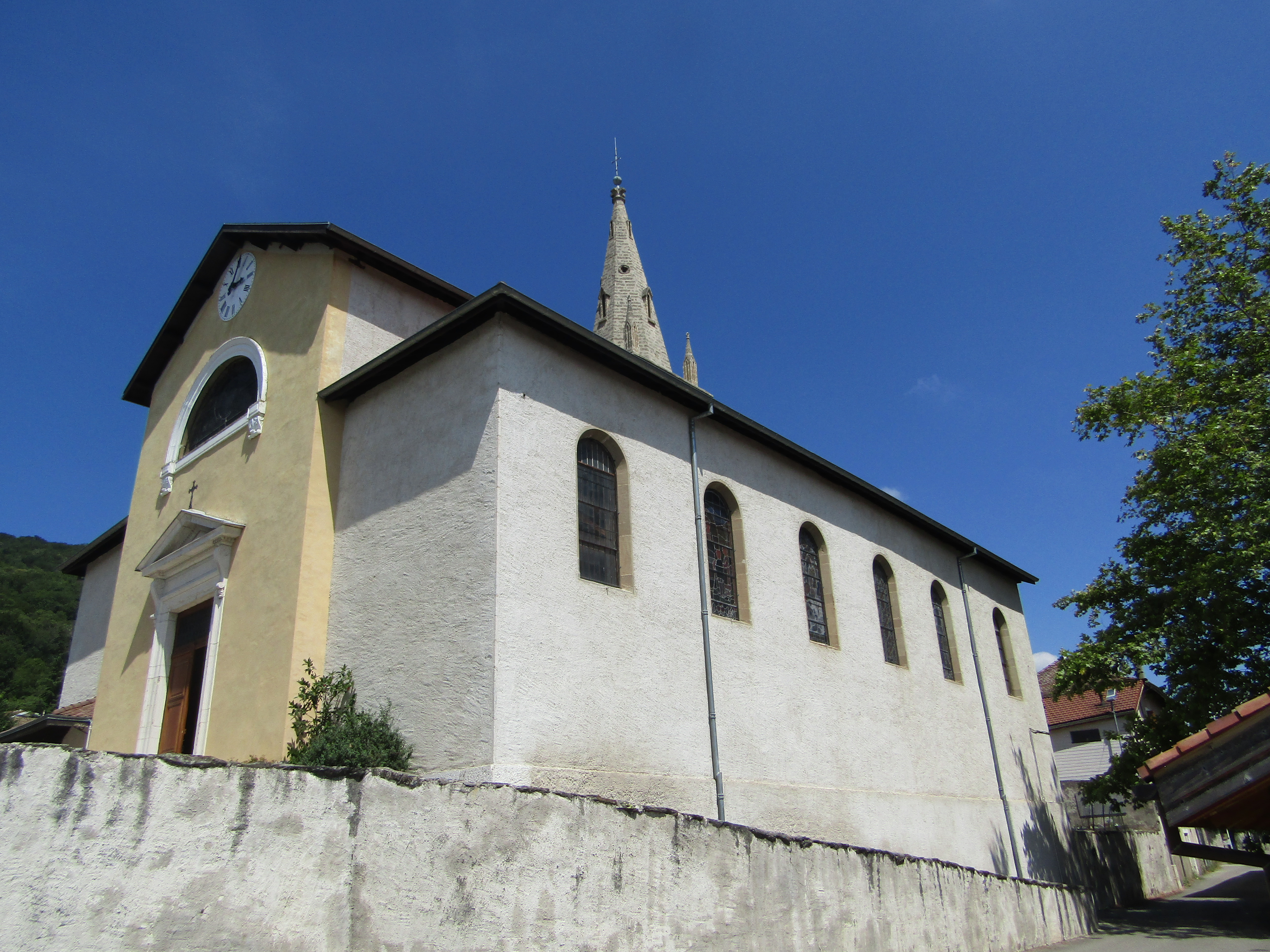
Église de la Murette
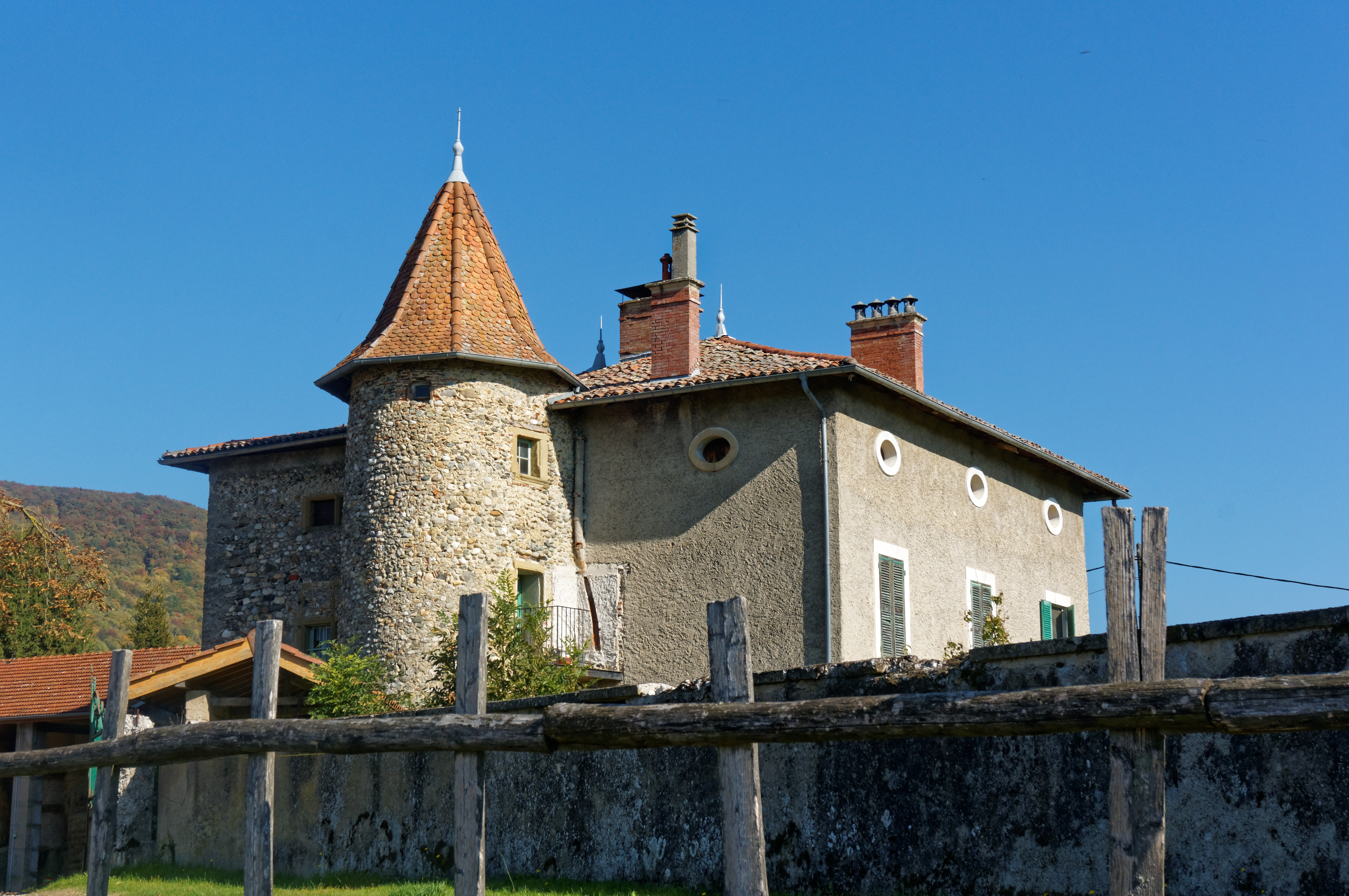
Maison descente du pavé
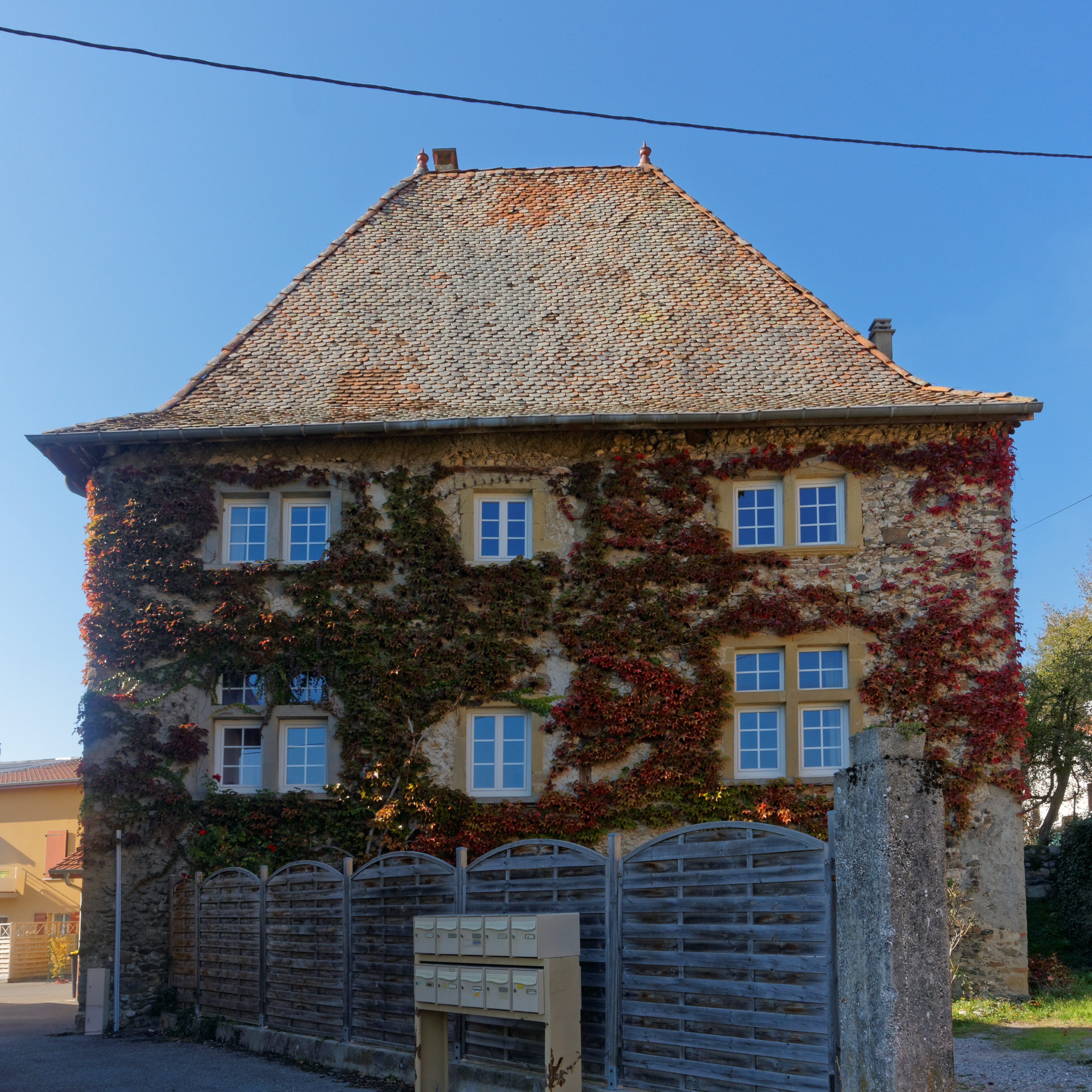
Maison rue du Grand-Arbre

### Patrimoine Naturel
- Le Bois de Bavonne et le Grand Regardou.

Le massif du Bois de Bavonne Grand Regardou font partie des collines modelées lors du retrait du glacier qui recouvrait une grande partie de l'Isère à l'époque quaternaire.
- Le Trou de la Couleuvre

Situé en limite nord du territoire communal, le « trou de la couleuvre » se présente sous la forme d'un trou dans le sol de la forêt d'une profondeur estimée à vingt mètres de profondeur et composé de galets insérés dans la glaise. Un abri de chasseur est situé à proximité.

### Héraldique
| Blason de Murette (La) | Blason  | Parti : au premier d'or au taureau de sable surmonté d'un dauphin d'azur crété, barbé, loré et peautré de gueules ; au second d'azur à une colombe d'argent en vol tenant un rameau du même, au chef d'argent aux trois roses de gueules disposées en fasce. |
| Blason de Murette (La) | Détails | Le statut officiel du blason reste à déterminer. |